# Морріс Треверс
Мо́рріс Ві́льям Тре́верс (англ. Morris William Travers) (нар. 24 січня 1872, Кенсінгтон, Лондон — пом.25 серпня 1961, Страуд, Глостершир) — англійський хімік. Спільно з Вільямом Рамзаем відкрив інертні гази: неон, криптон та ксенон.

## Біографія
Народився 24 січня 1872 року в районі Лондона — Кенсінгтоні. Його батько був видатним хірургом. Молодий Моріс здобув гарну освіту і показав ранній інтерес до наук. Вступив 1889 року в університетський коледж у Лондоні. Там він потрапив під вплив сера Вільяма Рамзая. У 1893 році він здобув ступінь бакалавра наук. У 1893—1894 роках працював у галузі органічної хімії в Університеті Нансі у Франції, проте потім повернувся в коледж Лондонського університету, де почав роботу над своєю докторською дисертацією.
В цей час Рамзай проводив дослідження, які привели до відкриття у 1894 році аргону, а потім у 1895 році — гелію. Він запросив Траверса до робіт з визначення властивостей нових елементів. У 1895—1900 роках Траверс працював з Рамзаєм, у пошуках ще не відкритих інертних газів, які повинні були існувати згідно з періодичною системою хімічних елементів.
У травні 1898 року, за допомогою фракційної перегонки рідкого повітря, Траверс спільно з Рамзаєм виділили криптон, а потім, через кілька днів, вивчаючи великі обсяги аргону, виявили сліди неону. Досліджуючи залишки скрапленого повітря, з яких були виділені ці нові елементи, вони виявили ще один важкий інертний газ, який був названий ксеноном. Нові елементи були ідентифіковані пропусканням електричного струму через трубки, що містять ці гази, і аналізом їх спектрів випромінювання. Відкриття нових елементів — криптону, неону і ксенону — ці дослідники зробили протягом 42 днів.
Траверс здобув ступінь доктора в 1898 році й далі працював у галузі кріогенних досліджень в Університетському коледжі Лондона до 1903 року. З 1904 року — професор Університетського коледжу в Бристолі.
В 1906—1914 роках Траверс працював в Індії, беручи участь у створенні Індійського інституту науки в Бангалорі. Він повернувся до Англії у 1915 році і під час Першої світової війни працював в одній з фірм, що виробляють скляний науковий посуд і боєприпаси. У 1920 році Траверс заснував свою фірму з виробництва склоплавильних печей, розробляв конструкції печей, а також холодильних установок для отримання рідкого аргону. Залишався в хімічній галузі на різних посадах до 1927 року
У 1927—1937 роках викладав в Університетському коледжі в Бристолі.
Вийшов на пенсію у 1937 році, а у 1940—1945 роках консультував Міністерство постачання Великої Британії щодо вибухових речовин.
З 1905 року — член Лондонського королівського товариства з розвитку знань про природу.